# Northrop P-61
Die Northrop P-61 Black Widow (zu dt.: „Schwarze Witwe“) war das erste Kampfflugzeug der USAAF, das eigens für die Nachtjagd entwickelt wurde. Durch die konstruktive Auslegung mit doppelten Leitwerksträgern ähnelte die P-61 äußerlich der kleineren Lockheed P-38 Lightning. Sie konnte bis zu vier 726-kg-Bomben oder vier 12,7-cm-HVAR-(High Velocity Aircraft Rocket)-Raketen mitführen. Trotz guter Flugeigenschaften und vergleichsweise hoher Abschusszahlen wurden nur 742 Flugzeuge (einschließlich der Variante als Aufklärungsflugzeug, der F-15 Reporter) hergestellt, da zum Ende des Zweiten Weltkriegs die Propellermaschinen nach und nach durch Strahlflugzeuge ersetzt werden sollten.

## Geschichte
Noch vor dem Kriegseintritt der Vereinigten Staaten erkannte man 1940 im US Army Air Corps den Bedarf an einem Nachtjäger. Die Stärke der deutschen Nachtangriffe auf England im Verhältnis zur dortigen Nachtabwehr war mit Sorge beobachtet worden, und so wurde am 21. Oktober 1940 eine Ausschreibung mit den Anforderungen an einen Nachtjäger ausgegeben.

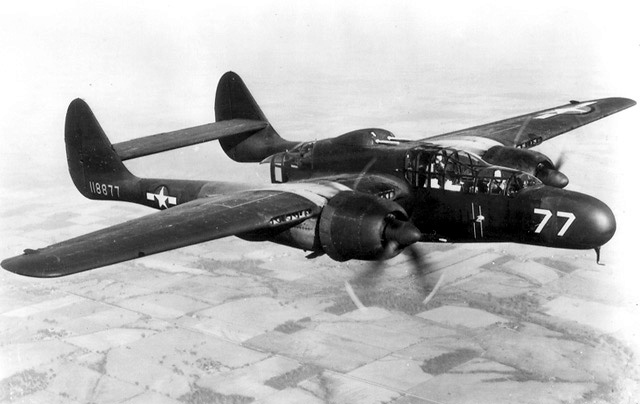
YP-61-Vorserienmaschine

Am 10. März 1941 vergab das Materiel Command einen Auftrag über zwei Versuchsmuster (XP-61) an Northrop, nur kurze Zeit später wurden 13 Prototypen (YP-61) geordert und am 1. September 1941 folgte ein Auftrag über 150 Serienmaschinen (P-61A). Diese Bestellungen erfolgten noch vor dem Erstflug der XP-61 im Mai 1942; man erwartete offenbar viel von diesem Typ. Die ersten 37 Maschinen der Serie P-61A (Stückzahl 200) hatten noch einen Drehturm auf dem Rumpfrücken, der aber zu starker Instabilität im Bereich der Leitwerke führte und bei den nachfolgenden Maschinen weggelassen wurde.
Die P-61 hatte eine dreiköpfige Besatzung: Pilot, Bordschütze (hinter dem Piloten in erhöhter Sitzposition), und – getrennt von der übrigen Besatzung in der rückwärtigen Kanzel – der Radar-Operator. Bordschütze und Radar-Operator, jeweils ausgestattet mit einem Reflexvisier („Type L“ bei der P-61A und „Type LY-3N“ bei der P-61B), konnten nach Bedarf die Bedienung des um 290 Grad schwenkbaren MG-Turms übernehmen. Um einen Beschuss des eigenen Leitwerks zu vermeiden, war der Turm nicht vollständig drehbar. Der Drehturm (nur in der P-61A) war mit dem in der B-29 Superfortress eingesetzten Typ identisch. Bei vielen der ohne Drehturm und nur mit zweiköpfiger Besatzung geflogenen P-61 saß der Radarbediener direkt hinter dem Piloten.
Der Antrieb erfolgte bei den ersten 45 P-61A durch zwei Doppelsternmotoren Pratt & Whitney R-2800-10. Danach wurden R-2800-65-Motoren verwendet, die sich lediglich durch eine andere Zündanlage von General-Electric unterschieden. Beide Triebwerksvarianten (-10,-65) verfügten über einen zweistufigen Kompressor sowie Ladeluftkühlung. Als Luftschrauben dienten elektrisch verstellbare Vierblattpropeller von Curtiss-Electric mit einem Durchmesser von 3,70 m. Eine P-61A (USAAF Serien-Nr. 42-5496) ging zur Erprobung an die Royal Air Force, wurde aber dort für ungeeignet befunden. Es folgte die P-61B (Stückzahl 450), die im Wesentlichen Verbesserungen in der Ausrüstung und Avionik aufwies. Unter anderem wurden ein leistungsfähigeres Radar sowie zwei zusätzliche Aufhängungen unter den Tragflächen eingebaut. Dadurch verdoppelte sich die mögliche externe Bombenlast auf 2.903 kg. Die nächste Version war die P-61C, die andere Triebwerke erhielt (R-2800-57,-73 oder -77). Diese Doppelsternmotoren hatten nur noch einen einstufigen Kompressor mit festem Übersetzungsverhältnis. Die Aufladung für große Flughöhen erfolgte nun mit Hilfe eines G.E.-CH-5-Turboladers. Äußerlich erkennbar ist das an den drei zusätzlichen Lufteinlässen am vorderen unteren Teil der Triebwerksverkleidung. Das C-Modell erreichte deshalb bessere Flugleistungen (Dienstgipfelhöhe: 12.497 m, Höchstgeschwindigkeit: 692 km/h) und galt als vielversprechendste Ausführung, kam aber erst zum Kriegsende zur Truppe (Juli 1945). Daher wurden die Aufträge auf 41 Maschinen reduziert, 13 Maschinen wurden sogar direkt nach ihrer Fertigstellung verschrottet. Bis dahin waren den P-61-Piloten neun bestätigte und einige weitere unbestätigte Abschüsse von V1-Marschflugkörpern gelungen.
Nach dem Ende des Kriegs wurden noch einige Versuche unternommen, eine geeignete Verwendung für die P-61 zu finden. So wurden Erprobungen mit den bereits im März 1945 fertiggestellten zwei Prototypen der XP-61E fortgesetzt. Dies waren weiter leistungsgesteigerte Langstrecken-Tagjäger, konzipiert als Begleitjäger für die B-29 Superfortress. Auf Basis dieser XP-61E entstand auch eine Aufklärungsversion mit der Bezeichnung XF-15, bzw. XF-15A für eine Maschine auf Basis einer P-61C. „F“ stand hierbei von 1930 bis 1947 für die Verwendung „Photographic Reconnaissance“ (Fotografische Aufklärung). Bereits im Juni 1945 hatte die USAAF einen Auftrag über 175 Maschinen erteilt; am 3. Juli 1945 fand der Erstflug statt und im September 1946 wurde die erste F-15 Reporter ausgeliefert. Die F-15A wurde ab 1948 als RF-61C bezeichnet.
In Zusammenarbeit mit dem U.S. Weather Bureau (Vorgängerorganisation der heutigen National Oceanic and Atmospheric Administration) wurden im Rahmen des „Thunderstorm“-Projekts ab 1946 verschiedene P-61 und F-15 zu Zwecken der Wetterforschung eingesetzt. Aber auch die Geschichte der Reporter endete mit der vorzeitigen Stornierung der Aufträge im Jahr 1947. Bis 1952 waren alle P-61 und die 36 Exemplare der RF-61C ausgemustert worden; an die Stelle des geplanten Langstrecken-Begleitjägers war bereits 1948 die North American F-82 Twin Mustang getreten.

## Produktion
Abnahme der P-61/F-15 durch die USAF:
| Version | 1943 | 1944 | 1945 | 1946 | 1947 | Summe |
| ------- | ---- | ---- | ---- | ---- | ---- | ----- |
| XP-61   | 2    |      |      |      |      | 2     |
| YP-61   | 13   |      |      |      |      | 13    |
| P-61A   | 19   | 181  |      |      |      | 200   |
| P-61B   |      | 268  | 182  |      |      | 450   |
| P-61C   |      |      | 37   | 4    |      | 41    |
| F-15    |      |      |      | 19   | 17   | 36    |
| Summe   | 34   | 449  | 219  | 23   | 17   | 742   |

## Verbleib

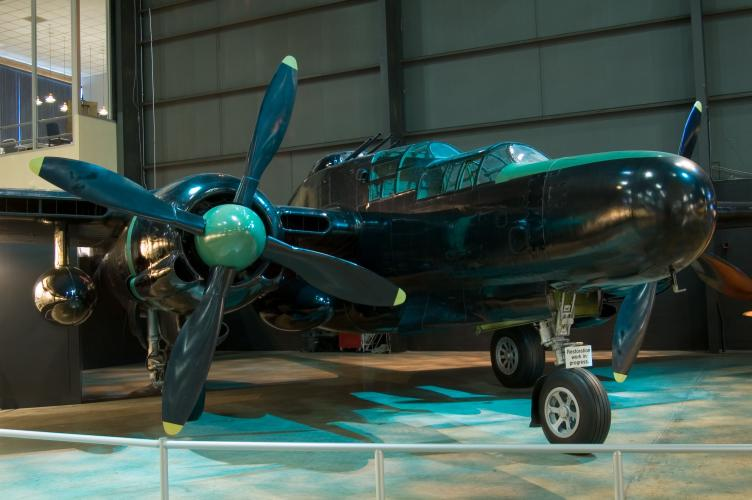
P-61C im USAF Museum

Northrop P-61B Black Widow

Nur vier P-61 sind noch erhalten, zwei werden in US-amerikanischen Sammlungen, eine in einer chinesischen gezeigt und ein Exemplar wird flugfähig restauriert.
- Das in China im Beijing Aeronautical Institute gezeigte Flugzeug gehörte zu drei abgeordneten P-61A der 427th Night Fighter Squadron (427th NFS), die bei Kriegsende von kommunistischen Truppen erbeutet wurden. Das Flugzeug trägt die Markierungen 7602 und 25171, seine genaue Identität ist jedoch nicht bekannt. Möglicherweise existieren in China noch weitere Maschinen des Musters.
- Die Maschine, die in Pennsylvania im Mid-Atlantic Air Museum wieder in einen flugfähigen Zustand versetzt werden soll, wurde im westlichen Teil von Neuguinea geborgen, wo sie 1945 an den Hängen des Mount Cyclops in der Nähe von Hollandia abgestürzt und 1991 wieder in die Vereinigten Staaten verbracht worden war.[3] Es handelt sich um eine P-61B mit der USAAF-Seriennummer 42-39445, die bei der 550th NFS im Einsatz war.
- Das USAF Museum zeigt eine P-61C, die 1954 den Boy Scouts aus Urbania (Ohio) geschenkt wurde, dann 1958 an den Sammler Earl Reinert verkauft wurde. Dieser gab die Maschine noch im selben Jahr an das Museum weiter. Sie trägt die Markierungen der Moonlight Serenade der 550th NFS.
- Eine weitere Maschine (43-8330) besitzt das Smithsonian Institute; sie ist auf der Andrews Air Force Base in Maryland abgestellt.[4]

## Militärische Nutzer
Vereinigte Staaten
- United States Army Air Forces
- United States Air Force

## Technische Daten P-61B

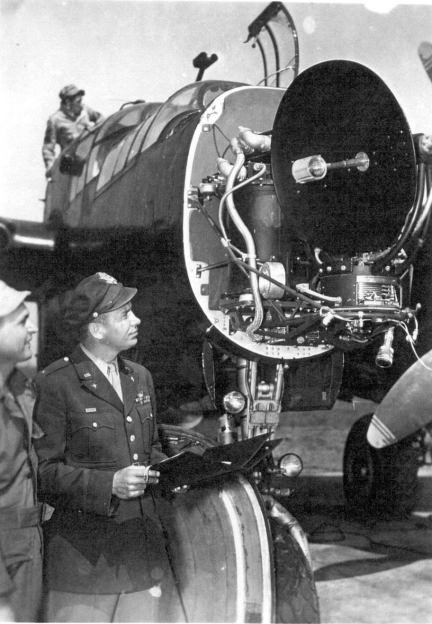
SCR-720-Radar der P-61

| Kenngröße             | Daten |
| --------------------- | --- |
| Besatzung             | 3 |
| Länge                 | 15,09 m |
| Spannweite            | 20,11 m |
| Höhe                  | 4,47 m |
| Leermasse             | 9.979 kg |
| Startmasse            | 13.472 kg |
| max. Startmasse       | 17.237 kg |
| Landegeschwindigkeit  | 151 km/h |
| Reisegeschwindigkeit  | 322 km/h |
| Höchstgeschwindigkeit | 589 km/h |
| Steigleistung         | 6.096 m in 12 min |
| Dienstgipfelhöhe      | 10.640 m |
| Treibstoffkapazität   | 2.385 l (intern) |
| Reichweite            | 1.625 km (4.820 km mit externen Tanks)                                                                                                  |
| Triebwerke            | zwei 18-Zylinder-Sternmotoren Pratt & Whitney R-2800-65 Double Wasp mit je 1.491 kW (2.028 PS) bei 2.700/min                            |
| Bewaffnung            | vier 20-mm-Maschinenkanonen nach vorn, vier 12,7-mm-MG Browning M2 in drehbarem Turm auf dem Rumpfrücken und bis zu 2.904 kg Bombenlast |